# Nicolas Moutton
Nicolas Moutton, né à Thonon-les-Bains le 15 janvier 1986, est un rameur français qui pratique l'aviron au Chablais Aviron Thonon et en équipe de France. Il mesure 1,90 m pour 70 kg.
En 2012 il participe pour la première fois aux Jeux olympiques dans l'épreuve du quatre sans barreur poids légers où il concourt avec Thomas Baroukh, Fabrice Moreau et Franck Solforosi. Ils terminent quatrièmes de leur demi-finales et sont éliminés de la compétition.
Comme il n'est pas un sportif professionnel, il doit travailler à côté de l'aviron pour gagner sa vie, il est chef de projets d'un Bureau d'études d'une société spécialisée dans le matériel orthopédique.

## Biographie
Nicolas Moutton est né le 15 janvier 1986 à Thonon-les-Bains. Il commence l'aviron à l'âge de treize ans.
Lors des Jeux olympiques d'été de 2012 il participe à l'épreuve du quatre sans barreur poids légers avec ses trois compatriotes Thomas Baroukh, Fabrice Moreau et Franck Solforosi. Après des séries très satisfaisantes, ils terminent premiers avec un temps de 5 min 50 s 79 et se qualifient logiquement pour les demi-finales, ils vont devoir se contenter d'une finale B après avoir complètement raté leur course. Dès la fin de la course il reconnut qu'ils n'avaient pas été dans le coup, qu'ils avaient eu du mal à poser leurs gestes.

## Palmarès

### Jeux olympiques
- 2012 à Londres,  Royaume-Uni
  - Septième, éliminé en demi-finale, en quatre sans barreur poids légers

### Championnats du monde
- 2009 à Poznań en Pologne 
  - 5e en huit de pointe avec barreur poids léger
- 2010 à Karapiro en Nouvelle-Zélande 
  - 7e en quatre de pointe sans barreur poids léger
- 2011 à Bled en Slovénie 
  - 10e en quatre de pointe sans barreur poids léger